# Jamie-Lynn Sigler
Jamie-Lynn Sigler (Queens, New York, 15. svibnja 1981.) američka je glumica i pjevačica, najpoznatija po ulozi Meadow Soprano iz televizijske serije Obitelj Soprano.

## Vanjske poveznice
- Jamie-Lynn Sigler u internetskoj bazi filmova IMDb-u (engl.)